# سیارک ۲۱۶۱۵
سیارک ۲۱۶۱۵ (به انگلیسی: 21615 Guardamano، نامگذاری:1999JQ76) بیست و یک هزار و ششصد و پانزدهمین سیارک کشف شده‌است که در ۱۰ مه ۱۹۹۹ کشف شد.
قدر مطلق سیارک برابر ۹.۳ است.